# Presbyornis
Presbyornis es un género extinto de aves anseriformes. Contiene dos especies unánimemente aceptadas, el conocido P. pervetus y el más desconocido P. isoni. P. pervetus tenía un tamaño similar al de una oca, pero con las patas más largas mientras que P. isoni, conocido a partir de unos pocos huesos, era más grande, superando el tamaño del cisne.
Presbyornis es uno de los anseriformes más primitivos. A causa de su cuello y sus patas alargadas, al principio se pensaba que se trataba de un flamenco, pero más adelante fue clasificado dentro de los anseriformes cuando se descubrió la anatomía del cráneo y del pico, muy similar a la de los patos. Más tarde, se pensó que representaba una transición entre los anseriformes y los Charadriidae, pero se le considera parte de un grupo extinto de anseriformes, los Presbyornithidae, relacionados con los patos y las ocas. Según los hallazgos fósiles, se piensa que Presbyornis vivía en colonias alrededor de lagos poco profundos. Utilizaba su gran pico para filtrar los alimentos del agua, que solían ser pequeños animales y plantas, como los patos actuales.
El registro fósil de P. pervetus incluye muchos esqueletos completos de la Formación Green River (Eoceno inferior), lo que sugiere que esta ave hacía sus nidos en colonias, y era especialmente vulnerable al botulismo, como muchos otros anseriformes de la actualidad. P. isoni se conoce principalmente por los hallazgos en la formación Aquia (Paleoceno superior), en Maryland, donde se encontró un húmero y una falange que hicieron posible su descripción, así como unos húmeros que fueron inicialmente atribuidos a Headonornis. Estos fósiles, al ser del Eoceno superior y del Oligoceno inferior, es probable que pertenezcan a un taxón diferente. P. recurvirostris es una especie discutida que podría ser sinónima de P. pervetus, se la conoce a partir de un fragmento de ala encontrado en los estratos del Eoceno en la formación Colton, muy cerca de Ephraim, en Utah. También se conocen fósiles no descritos del Paleoceno en Utah y posiblemente del Eoceno inferior en Mongolia, así como un apófisis caracoide atribuida a un Headonornis, que podrían pertenecer a este género.